# Kirkstead
Kirkstead – wieś w Anglii, w hrabstwie Lincolnshire, w dystrykcie East Lindsey. Leży 24 km na południowy wschód od Lincoln i 183 km na północ od Londynu.